# Elena Sipatova
Elena Sipatova (in russo Елена Сипатова?; Ljubercy, 7 giugno 1955) è un'ex mezzofondista russa, fino al 1991 sovietica.

## Palmarès

### Europei
- 1 medaglia:
  - 1 bronzo (Atene 1982 nei 3000 m piani)

### Europei indoor
- 1 medaglia:
  - 1 oro (Budapest 1983 nei 3000 m piani)

### Coppa Europa
- 1 medaglia:
  - 1 argento (Zagabria 1981 nei 3000 m piani)

### Mondiali di corsa campestre
- 6 medaglie:
  - 3 ori (Parigi 1980 a squadre; Madrid 1981 a squadre; Roma 1982 a squadre)
  - 1 argento (Gateshead 1983 a squadre)
  - 2 bronzi (Parigi 1980 nell'individuale; Madrid 1981 nell'individuale)